# Rivalità Đoković-Murray

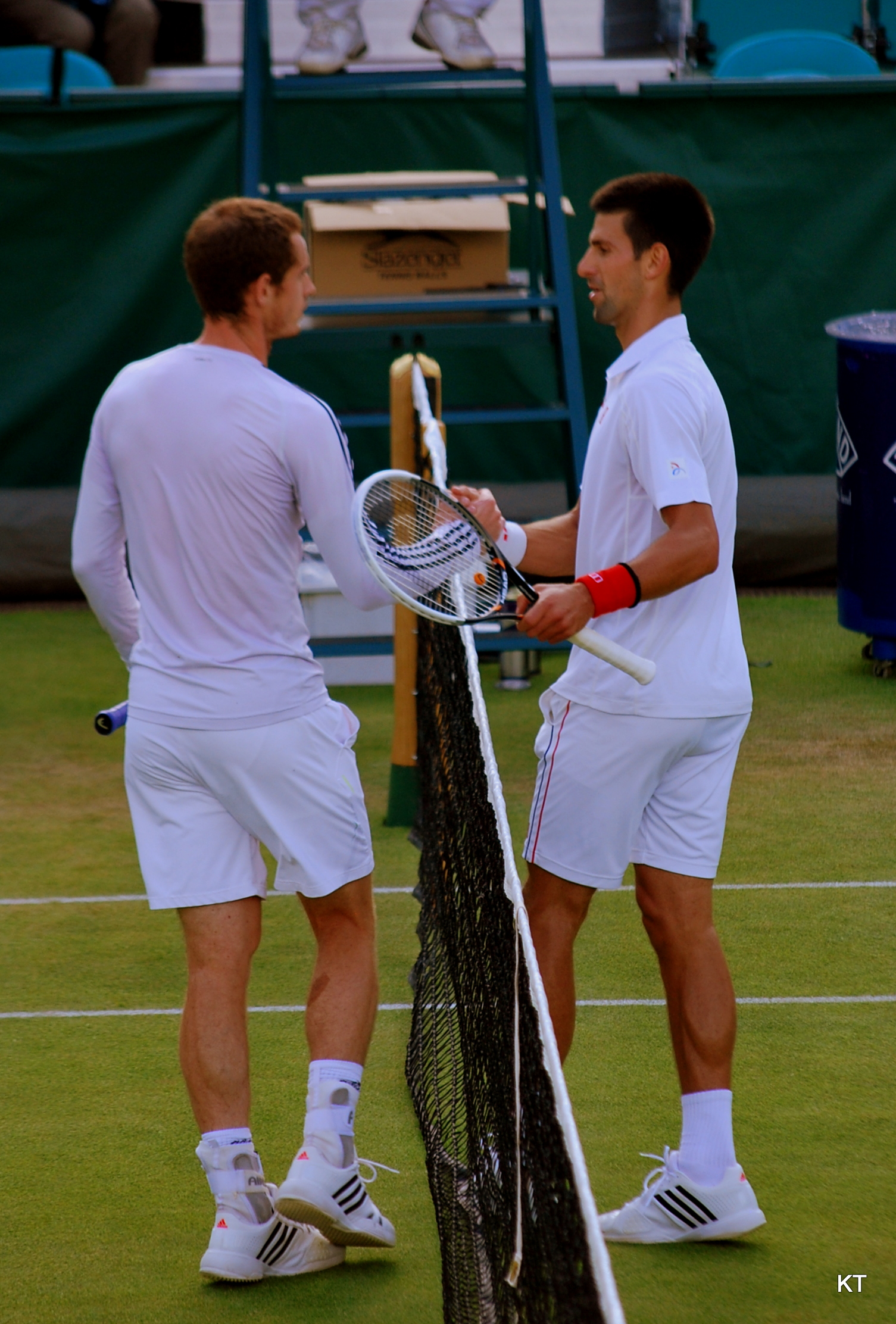
Murray e Djokovic nel 2012

Novak Đoković e Andy Murray sono due giocatori coetanei, professionisti di tennis che si sono affrontati 36 volte, con il serbo che ha concluso il bilancio degli scontri diretti per 25-11.

## Statistiche

### Risultati per torneo
- Totale: Đoković, 25-11
  - Incontri Grande Slam: Đoković, 8-2
    - Australian Open: Ðokovic, 5-0
    - Open di Francia: Ðokovic, 2-0
    - Wimbledon: Murray, 1–0
    - US Open: Pareggio, 1-1

  - Incontri ATP Finals: Pareggio, 1-1
  - Incontri ATP Tour Masters 1000: Đoković, 14-6
  - Incontri ai Giochi Olimpici : Murray, 1-0
  - Incontri ATP 500: Pareggio, 1-1
  - Incontri ATP 250: Ðokovic, 1-0
  - Incontri al meglio dei 3 set: Đoković, 17-9
  - Incontri al meglio dei 5 set:  Đoković, 8-2
  - Incontri al quinto set:  Đoković, 2-1
  - Incontri vinti dopo aver perso il primo set: Đoković, 5-0
- Totale finali:  Đoković, 14-8
  - Finali Grande Slam: Đoković, 5-2
    - Australian Open: Ðokovic, 4-0
    - Open di Francia: Ðokovic, 1-0
    - Wimbledon: Murray, 1-0
    - US Open: Murray, 1-0

  - Finali ATP Tour Masters 1000: Pareggio, 5-5
  - Finali ATP Finals: Murray, 1-0
  - Finali ATP 250: Ðokovic, 1-0
- Totale tiebreak: Pareggio, 8-8
  - Tiebreak decisivi: Ðokovic, 3-2

### Risultati per superficie
- Cemento: Đoković, 20-8 
  - Outdoor: Đoković, 16-7
  - Indoor: Đoković, 4-1
- Erba: Murray, 2-0
- Terra: Đoković, 5-1

## Elenco di tutte le sfide
ATP, Olimpiadi, Coppa Davis e Grande Slam.
| Legenda (2004–2008)           |
| Grande Slam                   |
| Tennis Masters Cup            |
| ATP Masters Series            |
| Giochi Olimpici               |
| ATP International Series Gold |
| ATP International Series      |
| Coppa Davis                   |

| Legenda (2009–presente) |
| Grande Slam             |
| ATP Finals              |
| ATP Tour Masters 1000   |
| Giochi Olimpici         |
| ATP Tour 500            |
| ATP Tour 250            |
| Coppa Davis             |

### Partite ufficiali nel singolare, Đoković 25-11
| No. | Anno | Torneo, luogo                       | Superficie  | Turno       | Vincitore | Punteggio                   | Durata | Djokovic | Murray |
| --- | ---- | ----------------------------------- | ----------- | ----------- | --------- | --------------------------- | ------ | -------- | ------ |
| 1.  | 2006 | Madrid Masters, Madrid              | Cemento (i) | Terzo turno | Đoković   | 1–6, 7–5, 6–3               | 2:11   | 1        | 0      |
| 2.  | 2007 | Pacific Life Open, Indian Wells     | Cemento     | Semifinale  | Đoković   | 6–2, 6–3                    | 1:03   | 2        | 0      |
| 3.  | 2007 | Sony Ericsson Open, Miami           | Cemento     | Semifinale  | Đoković   | 6–1, 6–0                    | 1:03   | 3        | 0      |
| 4.  | 2008 | Monte Carlo Masters, Monte Carlo    | Terra rossa | Terzo turno | Đoković   | 6–0, 6–4                    | 1:18   | 4        | 0      |
| 5.  | 2008 | Canada Masters, Toronto             | Cemento     | Quarti      | Murray    | 6–3, 7–6(3)                 | 1:45   | 4        | 1      |
| 6.  | 2008 | Cincinnati Masters, Cincinnati      | Cemento     | Finale      | Murray    | 7–6(4), 7–6(5)              | 2:23   | 4        | 2      |
| 7.  | 2009 | Sony Ericsson Open, Miami           | Cemento     | Finale      | Murray    | 7-5, 6-3                    | 2:05   | 4        | 3      |
| 8.  | 2011 | Australian Open, Melbourne          | Cemento     | Finale      | Đoković   | 6–4, 6–2, 6–3               | 2:39   | 5        | 3      |
| 9.  | 2011 | Internazionali BNL d'Italia, Roma   | Terra rossa | Semifinale  | Đoković   | 6–1, 3–6, 7–6(2)            | 3:02   | 6        | 3      |
| 10. | 2011 | Western & Southern Open, Cincinnati | Cemento     | Finale      | Murray    | 6–4, 3–0, rit.              | 1:12   | 6        | 4      |
| 11. | 2012 | Australian Open, Melbourne          | Cemento     | Semifinale  | Đoković   | 6–3, 3–6, 6(4)–7, 6–1, 7–5  | 4:50   | 7        | 4      |
| 12. | 2012 | Dubai Tennis Championships, Dubai   | Cemento     | Semifinale  | Murray    | 6–2, 7–5                    | 1:23   | 7        | 5      |
| 13. | 2012 | Sony Ericsson Open, Miami           | Cemento     | Finale      | Đoković   | 6-1, 7-6(4)                 | 2:18   | 8        | 5      |
| 14. | 2012 | XXX Giochi Olimpici, Londra         | Erba        | Semifinale  | Murray    | 7–5, 7–5                    | 2:00   | 8        | 6      |
| 15. | 2012 | US Open, New York                   | Cemento     | Finale      | Murray    | 7–6(10), 7–5, 2–6, 3–6, 6–2 | 4:54   | 8        | 7      |
| 16. | 2012 | Shanghai Rolex Masters, Shanghai    | Cemento     | Finale      | Đoković   | 5–7, 7–6(11), 6–3           | 3:22   | 9        | 7      |
| 17. | 2012 | ATP World Tour Finals, Londra       | Cemento (i) | Round Robin | Đoković   | 4–6, 6–3, 7–5               | 2:34   | 10       | 7      |
| 18. | 2013 | Australian Open, Melbourne          | Cemento     | Finale      | Đoković   | 6(2)–7, 7–6(3), 6–3, 6–2    | 3:40   | 11       | 7      |
| 19. | 2013 | Torneo di Wimbledon, Londra         | Erba        | Finale      | Murray    | 6–4, 7–5, 6–4               | 3:09   | 11       | 8      |
| 20. | 2014 | Sony Open Tennis, Miami             | Cemento     | Quarti      | Đoković   | 7–5, 6–3                    | 1:31   | 12       | 8      |
| 21. | 2014 | US Open, New York                   | Cemento     | Quarti      | Đoković   | 7–6(1), 6(1)–7, 6–2, 6–4    | 3:33   | 13       | 8      |
| 22. | 2014 | China Open, Pechino                 | Cemento     | Semifinale  | Đoković   | 6–3, 6–4                    | 1:36   | 14       | 8      |
| 23. | 2014 | BNP Paribas Masters, Parigi         | Cemento (i) | Quarti      | Đoković   | 7-5, 6-2                    | 1:42   | 15       | 8      |
| 24. | 2015 | Australian Open, Melbourne          | Cemento     | Finale      | Đoković   | 7–6(5), 6(4)–7, 6–3, 6–0    | 3:39   | 16       | 8      |
| 25. | 2015 | BNP Paribas Open, Indian Wells      | Cemento     | Semifinale  | Đoković   | 6–2, 6–3                    | 1:28   | 17       | 8      |
| 26. | 2015 | Miami Open, Miami                   | Cemento     | Finale      | Đoković   | 7–6(3), 4–6, 6–0            | 2:47   | 18       | 8      |
| 27. | 2015 | Open di Francia, Parigi             | Terra rossa | Semifinale  | Đoković   | 6–3, 6–3, 5–7, 5–7, 6–1     | 4:12   | 19       | 8      |
| 28. | 2015 | Rogers Cup, Montréal                | Cemento     | Finale      | Murray    | 6–4, 4–6, 6–3               | 3:00   | 19       | 9      |
| 29. | 2015 | Shanghai Rolex Masters, Shanghai    | Cemento     | Semifinale  | Đoković   | 6-1, 6-3                    | 1:09   | 20       | 9      |
| 30. | 2015 | BNP Paribas Masters, Parigi         | Cemento (i) | Finale      | Đoković   | 6-2, 6-4                    | 1:34   | 21       | 9      |
| 31. | 2016 | Australian Open, Melbourne          | Cemento     | Finale      | Đoković   | 6–1, 7–5, 7–6(3)            | 2:53   | 22       | 9      |
| 32. | 2016 | Madrid Open, Madrid                 | Terra rossa | Finale      | Đoković   | 6–2, 3–6, 6–3               | 2:06   | 23       | 9      |
| 33. | 2016 | Internazionali BNL d'Italia, Roma   | Terra rossa | Finale      | Murray    | 6–3, 6–3                    | 1:35   | 23       | 10     |
| 34. | 2016 | Open di Francia, Parigi             | Terra rossa | Finale      | Đoković   | 3–6, 6–1, 6–2, 6–4          | 3:03   | 24       | 10     |
| 35. | 2016 | ATP World Tour Finals, Londra       | Cemento (i) | Finale      | Murray    | 6–3, 6–4                    | 1:42   | 24       | 11     |
| 36. | 2017 | Qatar Open ATP, Doha                | Cemento     | Finale      | Đoković   | 6–3, 5–7, 6–4               | 2:54   | 25       | 11     |

### Performance annuali nel Grande Slam
- Grassetto = ha vinto/perso contro il rivale in finale.
- Corsivo = ha vinto/perso contro il rivale in un turno antecedente la finale.

#### 2005–2010
| Giocatore     | 2005 | 2005 | 2005 | 2005 | 2006 | 2006 | 2006 | 2006 | 2007 | 2007 | 2007 | 2007 | 2008 | 2008 | 2008 | 2008 | 2009 | 2009 | 2009 | 2009 | 2010 | 2010 | 2010 | 2010 |
| ------------- | ---- | ---- | ---- | ---- | ---- | ---- | ---- | ---- | ---- | ---- | ---- | ---- | ---- | ---- | ---- | ---- | ---- | ---- | ---- | ---- | ---- | ---- | ---- | ---- |
| Giocatore     | AUS  | FRA  | WIM  | USA  | AUS  | FRA  | WIM  | USA  | AUS  | FRA  | WIM  | USA  | AUS  | FRA  | WIM  | USA  | AUS  | FRA  | WIM  | USA  | AUS  | FRA  | WIM  | USA  |
| Novak Đoković | 1T   | 2T   | 3T   | 3T   | 1T   | QF   | 4T   | 3T   | 4T   | SF   | SF   | F    | V    | SF   | 2T   | SF   | QF   | 3T   | QF   | SF   | QF   | QF   | SF   | F    |
| Andy Murray   | A    | A    | 3T   | 2T   | 1T   | 1R   | 4T   | 4T   | 4T   | A    | A    | 3T   | 1T   | 3T   | QF   | F    | 4T   | QF   | SF   | 4T   | F    | 4T   | SF   | 3T   |

#### 2011–2016
| Giocatore     | 2011 | 2011 | 2011 | 2011 | 2012 | 2012 | 2012 | 2012 | 2013 | 2013 | 2013 | 2013 | 2014 | 2014 | 2014 | 2014 | 2015 | 2015 | 2015 | 2015 | 2016 | 2016 | 2016 | 2016 |
| ------------- | ---- | ---- | ---- | ---- | ---- | ---- | ---- | ---- | ---- | ---- | ---- | ---- | ---- | ---- | ---- | ---- | ---- | ---- | ---- | ---- | ---- | ---- | ---- | ---- |
| Giocatore     | AUS  | FRA  | WIM  | USA  | AUS  | FRA  | WIM  | USA  | AUS  | FRA  | WIM  | USA  | AUS  | FRA  | WIM  | USA  | AUS  | FRA  | WIM  | USA  | AUS  | FRA  | WIM  | USA  |
| Novak Đoković | V    | SF   | V    | V    | V    | F    | SF   | F    | V    | SF   | F    | F    | QF   | F    | V    | SF   | V    | F    | V    | V    | V    | V    | 3T   | F    |
| Andy Murray   | F    | SF   | SF   | SF   | SF   | QF   | F    | V    | F    | A    | V    | QF   | QF   | SF   | QF   | QF   | F    | SF   | SF   | 4T   | F    | F    | V    | QF   |

#### 2017–2022
| Giocatore     | 2017 | 2017 | 2017 | 2017 | 2018 | 2018 | 2018 | 2018 | 2019 | 2019 | 2019 | 2019 | 2020 | 2020 | 2020 | 2020 | 2021 | 2021 | 2021 | 2021 | 2022 | 2022 | 2022 | 2022 |
| ------------- | ---- | ---- | ---- | ---- | ---- | ---- | ---- | ---- | ---- | ---- | ---- | ---- | ---- | ---- | ---- | ---- | ---- | ---- | ---- | ---- | ---- | ---- | ---- | ---- |
| Giocatore     | AUS  | FRA  | WIM  | USA  | AUS  | FRA  | WIM  | USA  | AUS  | FRA  | WIM  | USA  | AUS  | FRA  | WIM  | USA  | AUS  | FRA  | WIM  | USA  | AUS  | FRA  | WIM  | USA  |
| Novak Đoković | 2T   | QF   | QF   | A    | 4T   | QF   | V    | V    | V    | SF   | V    | 3T   | V    | F    | ND   | 4T   | V    | V    | V    | F    | A    | QF   | V    | A    |
| Andy Murray   | 4T   | SF   | QF   | A    | A    | A    | A    | 2T   | 1T   | A    | A    | A    | A    | 2T   | ND   | 2T   | A    | A    | 3T   | 1T   | 2T   | A    | 2T   | 3T   |

#### 2023–2025
| Giocatore     | 2023 | 2023 | 2023 | 2023 | 2024 | 2024 | 2024 | 2024 | 2025 | 2025 | 2025 | 2025 |
| ------------- | ---- | ---- | ---- | ---- | ---- | ---- | ---- | ---- | ---- | ---- | ---- | ---- |
| Giocatore     | AUS  | FRA  | WIM  | USA  | AUS  | FRA  | WIM  | USA  | AUS  | FRA  | WIM  | USA  |
| Novak Đoković | V    | V    | F    | V    | SF   | QF   | F    | 3T   | SF   | SF   | SF   |      |
| Andy Murray   | 3T   | A    | 2T   | 2T   | 1T   | 1T   | /    | /    | /    | /    | /    | /    |

## ATP Ranking

### Comparazione ranking a fine anno
| Giocatore     | 2003 | 2004 | 2005 | 2006 | 2007 | 2008 | 2009 | 2010 | 2011 | 2012 | 2013 | 2014 | 2015 | 2016 | 2017 | 2018 | 2019 | 2020 | 2021 | 2022 | 2023 | 2024 |
| ------------- | ---- | ---- | ---- | ---- | ---- | ---- | ---- | ---- | ---- | ---- | ---- | ---- | ---- | ---- | ---- | ---- | ---- | ---- | ---- | ---- | ---- | ---- |
| Novak Đoković | 679  | 186  | 78   | 16   | 3    | 3    | 3    | 3    | 1    | 1    | 2    | 1    | 1    | 2    | 12   | 1    | 2    | 1    | 1    | 5    | 1    | 7    |
| Andy Murray   | 540  | 411  | 63   | 17   | 11   | 4    | 4    | 4    | 4    | 3    | 4    | 6    | 2    | 1    | 16   | 240  | 128  | 123  | 113  | 49   | 42   |      |

### Evoluzione della carriera
Novak Djokovic e Andy Murray sono nati ad una settimana di distanza dall'altro (22 e 15 maggio 1987, rispettivamente), perciò avranno la stessa età alla fine della stagione.
- Aggiornato al 31 dicembre 2023

| Età (a fine stagione)         | Età (a fine stagione) | 18   | 19   | 20   | 21   | 22   | 23   | 24   | 25   | 26   | 27   | 28   | 29   | 30   | 31   | 32   | 33   | 34   | 35   | 36   |
| Stagione                      | Stagione              | 2005 | 2006 | 2007 | 2008 | 2009 | 2010 | 2011 | 2012 | 2013 | 2014 | 2015 | 2016 | 2017 | 2018 | 2019 | 2020 | 2021 | 2022 | 2023 |
| ----------------------------- | --------------------- | ---- | ---- | ---- | ---- | ---- | ---- | ---- | ---- | ---- | ---- | ---- | ---- | ---- | ---- | ---- | ---- | ---- | ---- | ---- |
| Titoli Grande Slam            | Đoković               | 0    | 0    | 0    | 1    | 1    | 1    | 4    | 5    | 6    | 7    | 10   | 12   | 12   | 14   | 16   | 17   | 20   | 21   | 24   |
| Titoli Grande Slam            | Murray                | 0    | 0    | 0    | 0    | 0    | 0    | 0    | 1    | 2    | 2    | 2    | 3    | 3    | 3    | 3    | 3    | 3    | 3    | 3    |
| Vittorie incontri Grande Slam | Đoković               | 5    | 14   | 33   | 51   | 66   | 85   | 110  | 134  | 158  | 180  | 207  | 228  | 237  | 258  | 280  | 296  | 323  | 334  | 361  |
| Vittorie incontri Grande Slam | Murray                | 3    | 9    | 14   | 26   | 41   | 57   | 78   | 100  | 117  | 134  | 153  | 176  | 188  | 189  | 189  | 190  | 192  | 196  | 200  |
| Titoli Totali                 | Đoković               | 0    | 2    | 7    | 11   | 16   | 18   | 28   | 34   | 41   | 48   | 59   | 66   | 68   | 72   | 77   | 81   | 85   | 91   | 98   |
| Titoli Totali                 | Murray                | 0    | 1    | 3    | 8    | 14   | 16   | 21   | 24   | 28   | 31   | 35   | 44   | 45   | 45   | 46   | 46   | 46   | 46   | 46   |
| Vittore Incontri Totale       | Đoković               | 13   | 53   | 121  | 185  | 263  | 324  | 394  | 469  | 541  | 604  | 686  | 751  | 783  | 836  | 893  | 934  | 978  | 1033 | 1087 |
| Vittore Incontri Totale       | Murray                | 14   | 54   | 97   | 155  | 221  | 267  | 323  | 379  | 422  | 481  | 552  | 630  | 655  | 662  | 673  | 676  | 685  | 717  | 733  |
| Ranking                       | Đoković               | 78   | 16   | 3    | 3    | 3    | 3    | 1    | 1    | 2    | 1    | 1    | 2    | 12   | 1    | 2    | 1    | 1    | 5    | 1    |
| Ranking                       | Murray                | 63   | 17   | 11   | 4    | 4    | 4    | 4    | 3    | 4    | 6    | 2    | 1    | 16   | 240  | 128  | 123  | 113  | 49   | 42   |
| Settimane al n.1              | Đoković               | 0    | 0    | 0    | 0    | 0    | 0    | 26   | 62   | 101  | 127  | 179  | 223  | 223  | 232  | 275  | 301  | 342  | 373  | 405  |
| Settimane al n.1              | Murray                | 0    | 0    | 0    | 0    | 0    | 0    | 0    | 0    | 0    | 0    | 0    | 8    | 41   | 41   | 41   | 41   | 41   | 41   | 41   |